# Australomimetus japonicus
Espèce
Synonymes
- Mimetus japonicus Uyemura, 1938

Australomimetus japonicus est une espèce d'araignées aranéomorphes de la famille des Mimetidae.

## Distribution
Cette espèce se rencontre au Japon et en Corée du Sud.

## Publication originale
- Uyemura, 1938 : Two new spiders from Wakayama Prefecture, Japan. Acta Arachnologica, vol. 3, p. 90-95 (texte intégral).